# Elaphidion androsensis
Elaphidion androsensis là một loài bọ cánh cứng trong họ Cerambycidae.